# Plantago major
La piantaggine maggiore (Plantago major L., 1753) è una pianta erbacea perenne della famiglia delle Plantaginaceae.

## Etimologia
Il nome generico (Plantago) deriva dalla parola latina "planta" che significa "pianta del piede" e fa riferimento alle piatte foglie basali di questa pianta simili a "piante di un piede". L'epiteto specifico (major) significa "maggiore, più grande, più importante", per distinguerla da altre specie simili come la Plantago media.
Il nome scientifico della specie è stato definito da Linneo nella pubblicazione "Species Plantarum - 1: 112" del 1753.
È conosciuta con numerosi nomi comuni: ansoglossa, centonervi, cinquenervi, coda di topo, erba bruna, erba di cento nervi, erba dei sette nervi, lanciola, lingua di cane, lingua di pecora, lingua d'oca, mestolaccio, orecchio d'asino, orecchio di lepre, orecchiella, pentinervi, petacciola pelosa, tirafilo.

## Descrizione

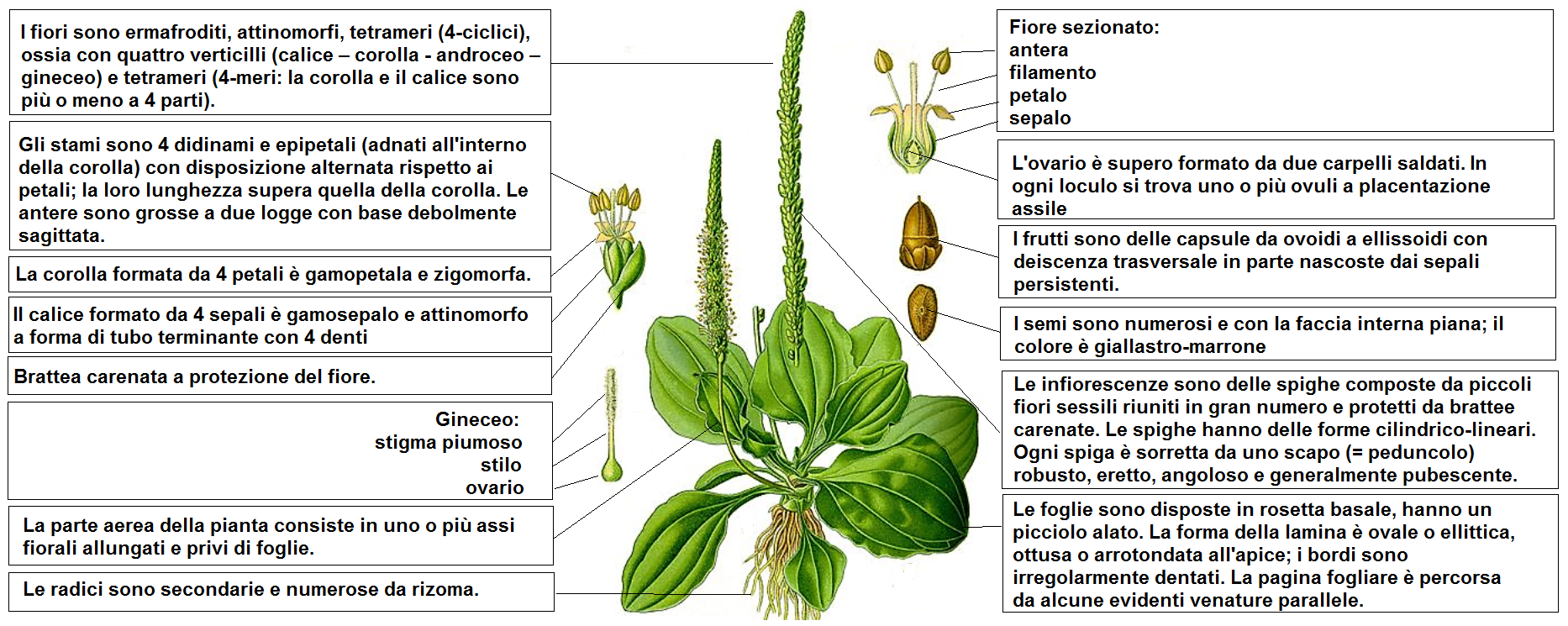
Descrizione delle parti della pianta

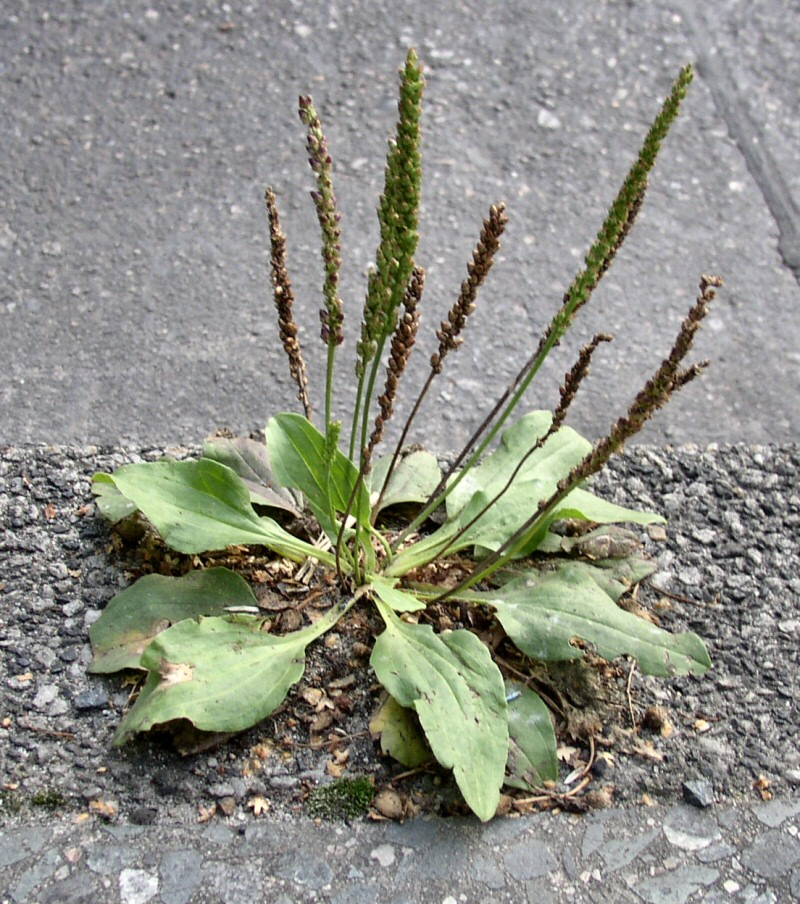
Il portamento

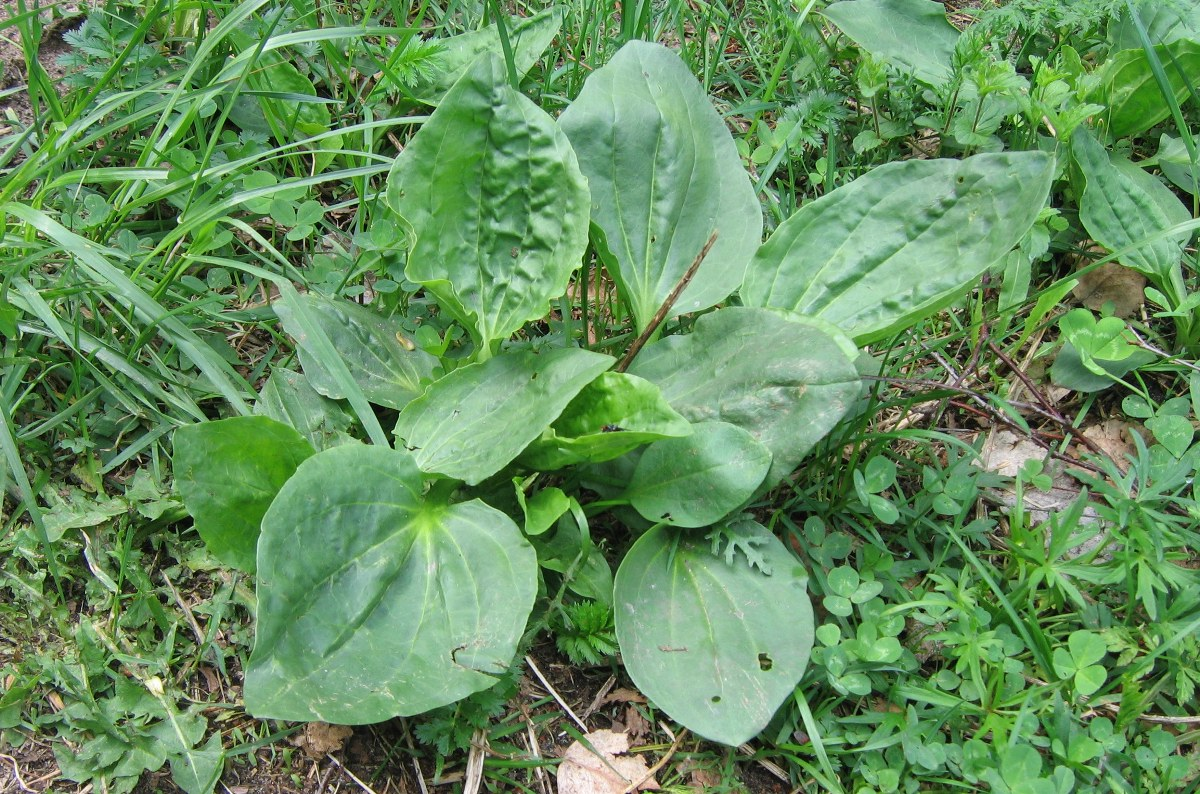
Le foglie

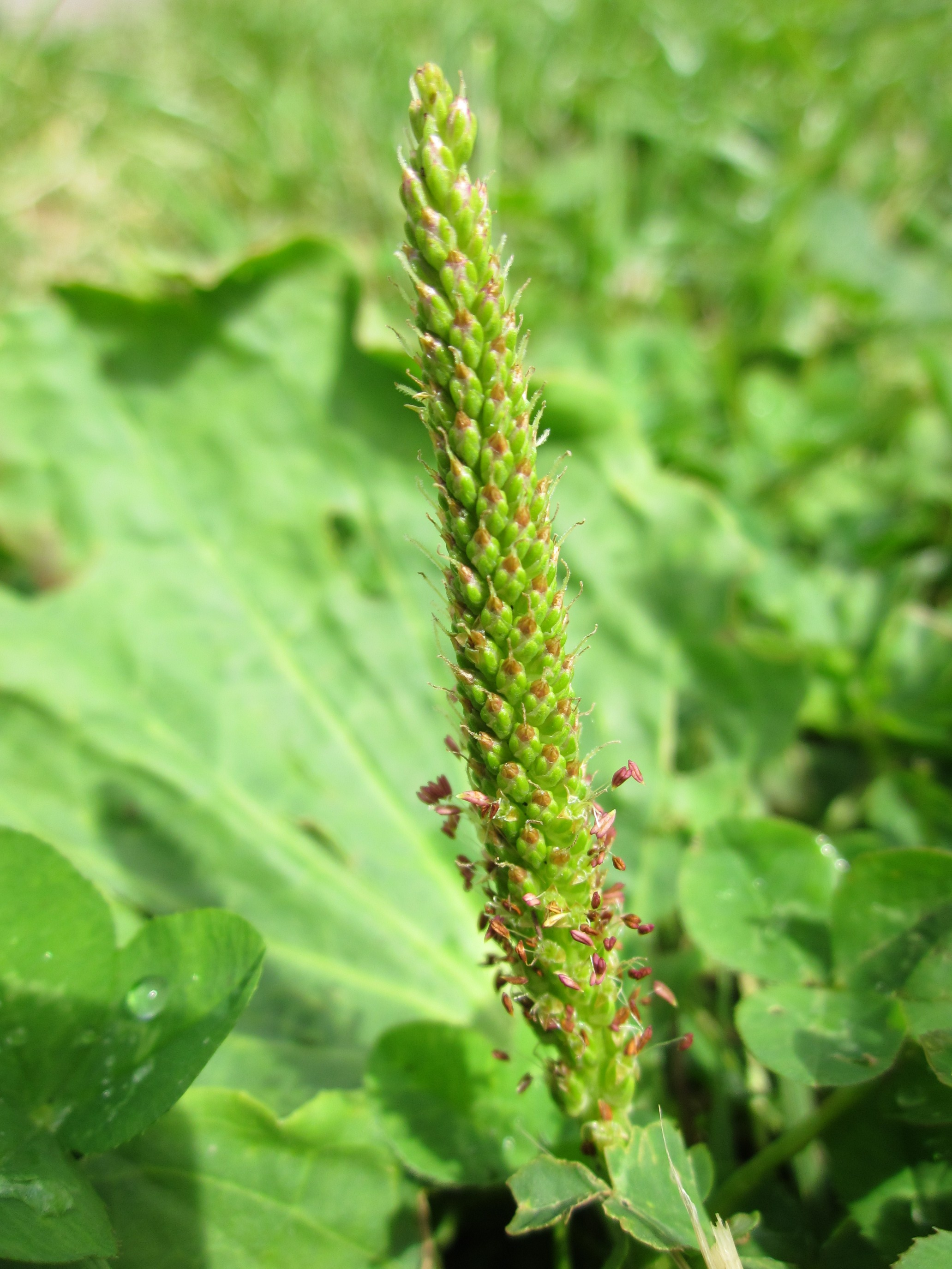
Infiorescenza

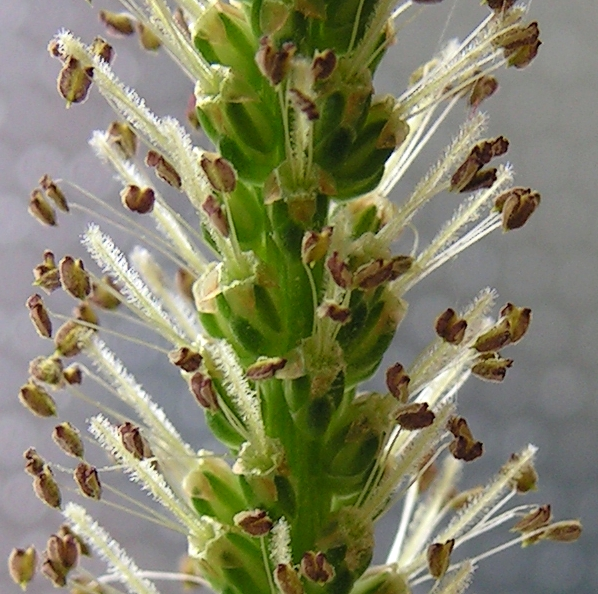
I fiori

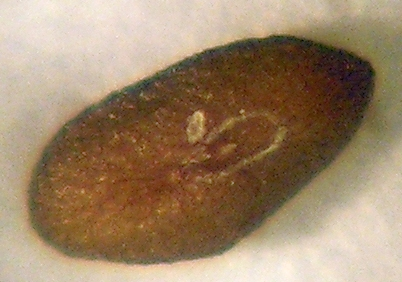
I semi

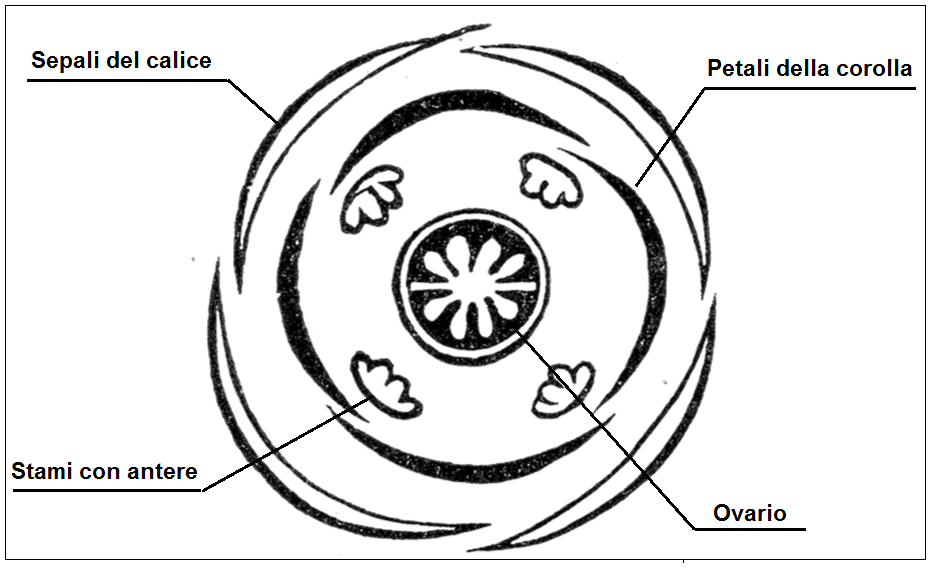
Diagramma fiorale

Le piante di questa voce hanno una altezza variabile da 3 a 30 cm. La forma biologica è emicriptofita rosulata (H ros), ossia in generale sono piante erbacee, a ciclo biologico perenne, con gemme svernanti al livello del suolo e protette dalla lettiera o dalla neve e hanno le foglie disposte a formare una rosetta basale. Sono piante proterogine (gli ovuli maturano prima del polline per evitare l'autofecondazione in quanto sono piante soprattutto anemogame). Possono essere presenti le seguenti sostanze chimiche: glicosidi fenolici, saponine triterpenoidi, flavonoidi e altre sostanze. In genere la pubescenza è formata da peli semplici.

### Radici
Le radici sono secondarie e numerose da rizoma; quest'ultimo è relativamente corto.

### Fusto
La parte aerea della pianta consiste in uno o più assi fiorali (= scapi) allungati e privi di foglie.

### Foglie
Le foglie sono tutte in rosetta basale con disposizione spiralata e sono persistenti per tutto l'anno. Hanno un picciolo lungo 0,3 - 1,2 volte la lunghezza della lamina (ma normalmente è più piccolo della lamina); nella parte superiore è scanalato, mentre nella parte inferiore è alato fino alla base della foglia ma sempre ben distinto (in realtà il picciolo è assimilabile alla nervatura centrale della foglia che si prolunga fin sul fusto). La forma della lamina è ovale o ellittica, ottusa o arrotondata all'apice, con portamento appressato al suolo; i bordi sono irregolarmente dentati specialmente verso la base della foglia. La lamina in genere è 1,2 - 2,5 volte più lunga che larga. La pagina fogliare è percorsa da alcune (5 - 7) evidenti venature parallele ed è pubescente o subglabra. Le stipole sono assenti. Dimensione della lamina: larghezza 3 – 8 cm; lunghezza 4 – 12 cm.

### Infiorescenza
Le infiorescenze (da 1 a 20 per pianta) sono delle spighe composte da fiori riuniti in gran numero; i fiori sono sessili, piccoli e ridotti in ogni elemento. Le spighe hanno delle forme cilindrico-lineari interrotte alla base. Ogni spiga è sorretta da uno scapo (= peduncolo) robusto, eretto, angoloso e generalmente pubescente. Nell'infiorescenza sono presenti delle brattee carenate a forma ovato-triangolare lunghe 1,5 - 1,7 mm che avvolgono il calice (mediamente sono lunghe 2/3 - 3/4 la lunghezza dei sepali). Lunghezza della spiga: fino a 12 cm (massimo 40 cm). Lunghezza del peduncolo: 2 – 18 cm.

### Fiore
I fiori sono ermafroditi, attinomorfi, tetrameri (4-ciclici), ossia con quattro verticilli (calice – corolla - androceo – gineceo) e tetrameri (4-meri: la corolla e il calice sono più o meno a 4 parti).
- Formula fiorale:

X oppure *, K (4-5), [C (2+3) oppure (4), A 2+2 oppure 2] G (2), (supero), capsula.
- Calice: il calice formato da 4 sepali è gamosepalo e attinomorfo a forma di tubo terminante con 4 denti (la parte terminale dei quattro sepali); la superficie è glabra o cigliata. I sepali possono essere leggermente riuniti 2 a 2. Il calice è inoltre persistente. Lunghezza dei sepali: 1,5 - 2,5 mm.
- Corolla: la corolla formata da 4 petali è gamopetala e attinomorfa (in realtà i petali da 5 sono diventati 4 per fusione dei due petali superiori). La consistenza è membranosa (o scariosa) ed ha un tubo allungato terminante con 4 lobi patenti. La corolla è interamente glabra, mentre il colore è bianco. Dimensione dei lobi della corolla: larghezza 0,4 mm; lunghezza 0,8 - 0,9 mm.
- Androceo: gli stami sono 4 didinami e epipetali (adnati all'interno della corolla) con disposizione alternata rispetto ai petali; la loro lunghezza supera quella della corolla per 2 - 2,5 mm. Le antere sono grosse a due logge con base debolmente sagittata (le sacche polliniche sono divergenti) e deiscenza longitudinale; il colore delle antere è violaceo o bianco. I grani pollinici sono tricolporati. Lunghezza delle antere: 0,6 - 0,8 mm.
- Gineceo: l'ovario è supero formato da due carpelli saldati (ovario biloculare; ma possono essere presenti da 1 fino a 4 loculi). In ogni loculo si trova uno o più ovuli a placentazione assile (se il loculo è uno solo, allora la placentazione può essere libera, centrale o basale). Gli ovuli hanno un solo tegumento e sono tenuinucellati (con la nocella, stadio primordiale dell'ovulo, ridotta a poche cellule).[16] Lo stilo è unico, filiforme con uno stigma cilindrico o usualmente bilobo (a volte lo stigma è piumoso). Il disco nettario è assente (l'impollinazione è soprattutto anemogama).

### Frutti
I frutti sono delle capsule da ovoidi a ellissoidi con deiscenza trasversale (opercolata, ossia con coperchio) in parte nascoste dai sepali persistenti. I semi sono numerosi (da 6 a 30) e con la faccia interna piana; il colore è giallastro-marrone. I cotiledoni sono paralleli al lato ventrale. In una stagione una pianta di P. major può produrre fino a 20.000 semi (40.000 secondo altre fonti). Lunghezza dei semi: 0,8 - 1,2 mm

## Riproduzione
- Impollinazione: l'impollinazione avviene in parte tramite insetti (impollinazione entomogama), ma soprattutto tramite il vento (impollinazione anemogama).[10]
- Riproduzione: la fecondazione avviene fondamentalmente tramite l'impollinazione dei fiori (vedi sopra).
- Dispersione: i semi cadendo a terra (dopo essere stati trasportati per alcuni metri dal vento – disseminazione anemocora) sono successivamente dispersi soprattutto da insetti tipo formiche (disseminazione mirmecoria), ma anche da uccelli.[11] La superficie dei semi diventa appiccicosa con l'umidità attaccandosi facilmente agli animali (e uomini) di passaggio (disseminazione zoocora).[17]

## Distribuzione e habitat
La specie è presente in tutta Europa centrale e settentrionale e in Asia, mentre in altre parti del mondo (America) si è facilmente naturalizzata ( i nativi americani la chiamavano l'orma dell'uomo bianco). Cresce nei prati, negli orti e ai lati dei sentieri; è considerata pianta infestante. È una pianta che resiste molto bene nelle aree disturbate dall'uomo; le foglie venate resistono al calpestio come pure lo scapo che regge l'infiorescenza.
(Per i dettagli sulle sottospecie vedere il paragrafo "Sottospecie")

## Tassonomia
La famiglia di appartenenza della specie (Plantaginaceae) comprende 113 generi e 1800 specie (114 generi e 2100 specie o anche 90 generi e 1900 specie secondo altre fonti) ha una distribuzione più o meno cosmopolita ma con molti taxa distribuiti soprattutto nelle zone temperate e nell'areale mediterraneo. Il genere Plantago si compone di oltre 250 specie una trentina delle quali sono presenti nella flora spontanea italiana. All'interno della famiglia Plantaginaceae il genere è descritto nella tribù Plantagineae.
Il genere Plantago è suddiviso in 4 sottogeneri (subg. Plantago; subg. Coronopus (Lam. & DC.) Rahn; subg. Psyllium (Juss.) Harms; subg. Bougueria (Decne) Rahn & Reiche). La specie di questa voce è descritta all'interno del sottogenere Plantago sect. Plantago insieme ad altre specie come Plantago cornuti Gouan e Plantago asiatica L..
Il numero cromosomico di P. major è: 2n = 12, 18, 24.

### Sottospecie
La specie Plantago major appartiene ad un gruppo ancora incompletamente noto. Nel tempo sono state descritte oltre 70 varietà con diverse sottospecie e formati. Studi condotti su prolungate colture hanno dimostrato la non ereditarietà della maggioranza di queste entità risultando alla fine prive di interesse tassonomico. Studi più recenti hanno permesso di ridurre notevolmente le sottospecie di Plantago major. La tassonomia delle varie sottospecie di questa pianta si presenta ancora confusa; la tabella seguente riassume la situazione tassonomica all'interno della specie di questa voce:
| Sottospecie | The Plant List            | Flora d'Italia (S. Pignatti) | An annotated checklist of italian vascular flora |
| ----------- | ------------------------- | ---------------------------- | ------------------------------------------------ |
| intermedia  | intermedia (Gilib.) Lange | intermedia (Godr.) Lange     | pleiosperma Pilger                               |
| pleiosperma | intermedia (Gilib.) Lange | intermedia Pilger            | pleiosperma Pilger                               |
| sinuata     | major                     | intermedia (Godr.) Lange     | sinuata (Lam.) Negodi                            |
| winteri     | winteri (Wirtig.) Ludwig  | winteri (Wirtig.) Ludwig     | winteri (Wirtig. ex Geisenh.) Ludwig.            |

Per questa specie sono riconosciute valide le seguenti sottospecie presenti in Italia:

#### Sottospeciemajor

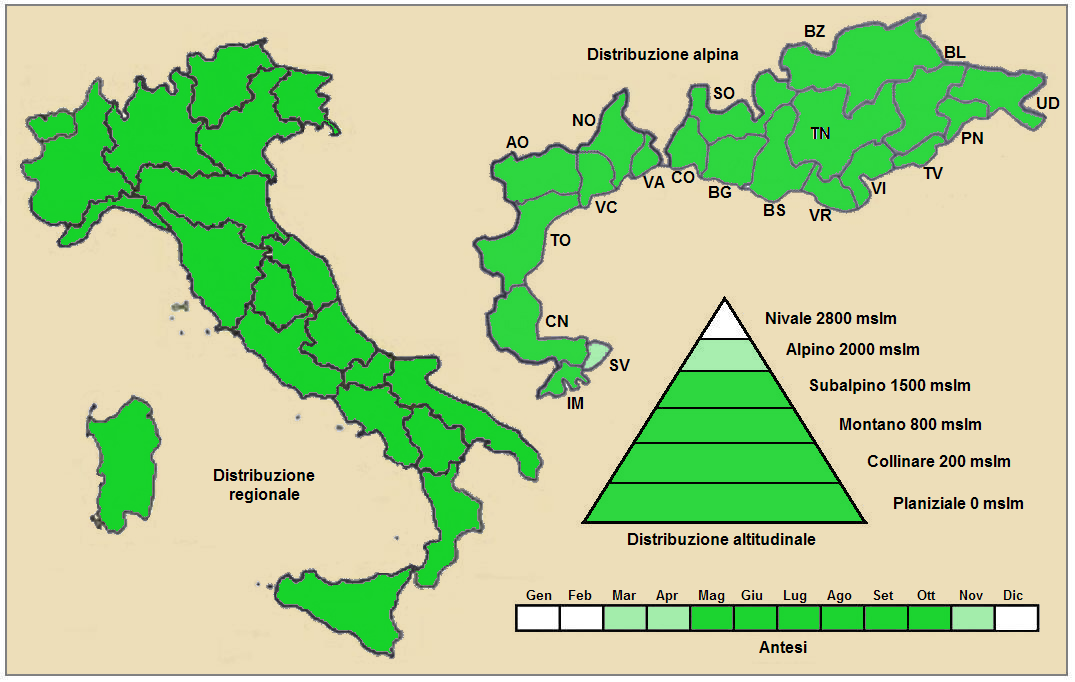
Distribuzione della sottospecie major
(Distribuzione regionale – Distribuzione alpina)

- Nome scientifico: Plantago major subsp. major.
- Descrizione:

altezza della sottospecie: 10 - 30 cm;
foglie: la base delle foglie è troncata o cordata; la superficie è colorata di verde scuro, è pubescente ed è percorsa da 5 - 9 nervature;
infiorescenza: la spiga è assottigliata verso l'apice; lunghezza dell'infiorescenza: 5 - 12 cm;
frutto: il frutto è una capsula ovoide attenuata all'apice; la deiscenza è trasversale lungo una fessura decorrente al di sopra dei sepali del calice;
semi: i semi in numero di 8 - 9 (massimo 13) sono lunghi 1,4 - 1,6 mm.
- Fioritura: da maggio a ottobre (nel Meridione da marzo a novembre).
- Geoelemento: il tipo corologico (area di origine) è Eurasiatico/Eurosiberiano divenuto Subcosmopolita.
- Distribuzione: (è il tipo più comune) in Italia si trova comunemente su tutto il territorio. Nelle Alpi è ovunque presente; si trova anche su tutti i rilievi europei collegati alle Alpi (Foresta Nera, Vosgi, Massiccio del Giura, Massiccio Centrale, Pirenei, Alpi Dinariche, Monti Balcani, Carpazi).[24]
- Habitat: l'habitat tipico per questa sottospecie sono gli incolti erbosi soprattutto calpestati, lungo le vie, i lati dei sentieri, i prati e presso le case; ma anche le aree ruderali, frutteti, praterie rase e pascoli mesofili dal piano collinare fino a quello subalpino. Il substrato preferito è calcareo ma anche siliceo con pH neutro, alti valori nutrizionali del terreno che deve essere mediamente umido.[24]
- Distribuzione altitudinale: sui rilievi queste piante si possono trovare fino a 1500 m s.l.m. (al massimo fino a circa 2000 m s.l.m. in Italia; fino a 2800 m s.l.m. in Cina[15]); frequentano quindi i seguenti piani vegetazionali: collinare, montano e subalpino (oltre a quello planiziale – a livello del mare).
- Fitosociologia: dal punto di vista fitosociologico la sottospecie major appartiene alla seguente comunità vegetale:[24]

Formazione: comunità terofitiche pioniere nitrofile
Classe: Stellarietea mediae
Ordine: Polygono aviculari – Poetalia annuae

#### Sottospecieintermedia

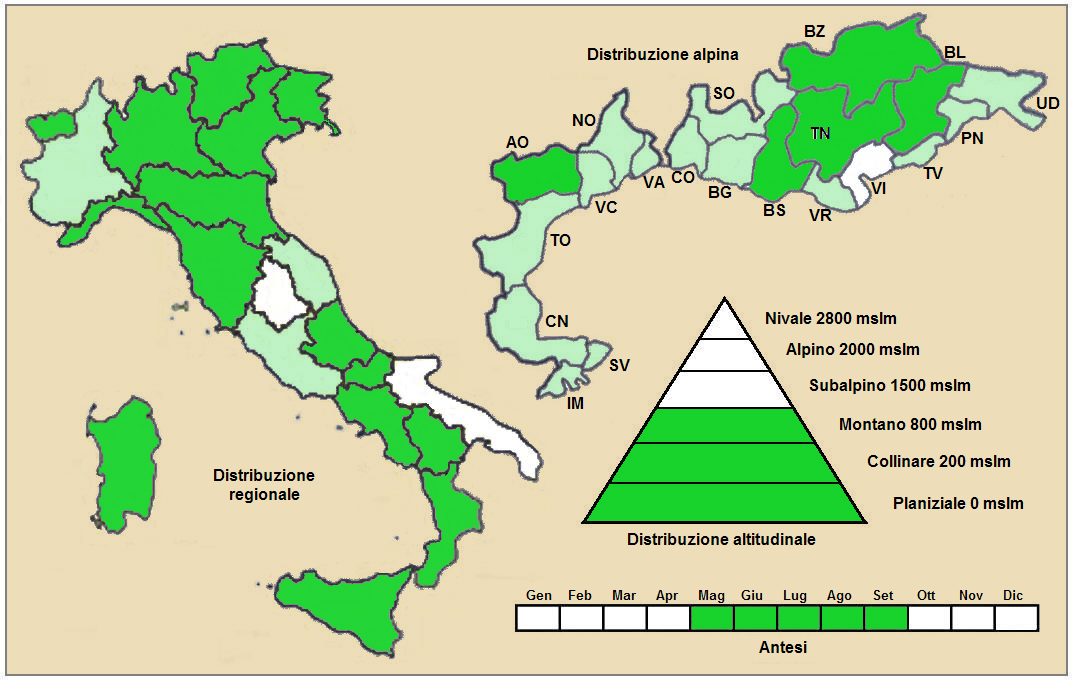
Distribuzione della sottospecie intermedia
(Distribuzione regionale – Distribuzione alpina)

- Nome scientifico: Plantago major subsp. intermedia (Gilib.) Lange, 1859
- Basionimo: Plantago intermedia Gilib., 1806.
- Descrizione:

altezza della sottospecie: 3 - 10 cm;
ciclo biologico: il ciclo biologico di questa pianta è breve o addirittura annuale;
foglie: la base delle foglie è ristretta; la superficie è più chiara, è pubescente ed è percorsa da 3 - 5 nervature;
infiorescenza: la spiga rimane a forma cilindrica fin verso l'apice; lunghezza dell'infiorescenza: 1 - 3 cm;
frutto: il frutto è una capsula ellissoide o subsferica, poco attenuata all'apice; la deiscenza è lungo una fessura decorrente al di sotto dei sepali;
semi: i semi in numero di 18 - 19 (massimo 30) sono lunghi 1,0 - 1,2 mm.
- Fioritura: da maggio a settembre.
- Geoelemento: il tipo corologico (area di origine) è Eurosiberiano/Nord Americano.
- Distribuzione: questa sottospecie si trova soprattutto nella Pianura Padana, ma anche sui rilievi e nelle Isole. Nelle Alpi ha una distribuzione discontinua. È presente anche sul versante Nord delle Alpi. Sugli altri rilievi europei collegati alle Alpi si trova nel Massiccio del Giura, Massiccio Centrale, Pirenei, Monti Balcani e Carpazi.[24]
- Habitat: l'habitat tipico per questa sottospecie sono i luoghi umidi, i sentieri boschivi, gli stagni e le pozze d'acqua di breve durata; ma anche le colture e le vicinanze dei corsi d'acqua. Il substrato preferito è calcareo ma anche siliceo con pH neutro, medi valori nutrizionali del terreno che deve essere mediamente umido.[24]
- Distribuzione altitudinale: sui rilievi queste piante si possono trovare fino a 1500 m s.l.m.; frequentano quindi i seguenti piani vegetazionali: collinare e montano (oltre a quello planiziale – a livello del mare).
- Fitosociologia: dal punto di vista fitosociologico la sottospecie intermedia appartiene alla seguente comunità vegetale:[24]

Formazione: comunità delle macro- e megaforbie terrestri
Classe: Molinio-Arrhenatheretea
Ordine: Potentillo-Polygonetalia
Alleanza: Alchemillo-Ranunculion repentis

#### Sottospeciewinteri
- Nome scientifico: Plantago major subsp. winteri (Wirtg.) W.Ludw., 1956
- Descrizione:

ciclo biologico: il ciclo biologico di questa pianta è perenne;
foglie: la base delle foglie è ristretta; la superficie è più chiara, è pubescente ed è percorsa da 3 - 5 nervature; la consistenza è grassetta;
infiorescenza: la spiga è densa e rimane a forma cilindrica fin verso l'apice;
frutto: il frutto è una capsula ellissoide o subsferica, poco attenuata all'apice; la deiscenza è lungo una fessura decorrente al di sotto dei sepali;
semi: i semi in numero di 6 - 15 (massimo 23) sono lunghi 1,0 - 1,2 mm.
- Distribuzione: in Italia è presente solamente nel Veneto.[23] Fuori dalla Penisola Italiana si trova negli ambienti subalofili dell'Europa Media.
- Habitat: l'habitat tipico per questa sottospecie sono gli ambienti subsalsi.

### Sinonimi
Questa entità ha avuto nel tempo diverse nomenclature. L'elenco seguente indica alcuni tra i sinonimi più frequenti:
- Plantago borysthenica  Wissjul.
- Plantago dregeana  Decne.
- Plantago gigas  H. Lév.
- Plantago jehohlensis  Koidz.
- Plantago latifolia  Salisb.
- Plantago macronipponica  Yamam.
- Plantago major var. borysthenica  Rogow.
- Plantago major var. gigas  (H. Lév.) H. Lév.
- Plantago major var. intermedia (Gilib.) Decne
- Plantago major var. jehohlensis  (Koidz.) S.H. Li
- Plantago major var. kimurae  Yamam.
- Plantago major f. major
- Plantago major var. paludosa  Bég.
- Plantago major var. pauciflora  (Gilib.) Bég.
- Plantago major var. sawada i Yamam.
- Plantago major f. scopulorum  Fr.
- Plantago major var. sinuata  (Lam.) Decne.
- Plantago sawadai  (Yamam.) Yamam.
- Plantago villifera  Kitag.

Sinonimo della sottospecie intermedia
- Plantago intermedia Gilib.
- Plantago major subsp. pleiosperma Pilger
- Plantago major var. paludosa Bég
- Plantago major var. pauciflora (Gilib.) Bég
- Plantago major var. sinuata (Lam.) Decne

Sinonimo della sottospecie winteri
- Plantago major var. carnosa Moricand
- Plantago uliginosa var. winteri  (Wirtg.) Shipunov
- Plantago uliginosa subsp. winteri  (Wirtg.) Chrtek
- Plantago winteri  Wirtg.

### Specie simili
Le specie del genere Plantago sono difficili da distinguere una dall'altra. La seguente tabella evidenzia i caratteri più significativi delle due specie più simili a quella di questa voce:
- Plantago major: le foglie sono persistenti per tutto l'anno e sono appressate al suolo; il picciolo delle foglie, più piccolo della lamina, è ben sviluppato; le spighe verso la base sono interrotte; le brattee dell'infiorescenza sono lunghe 2/3 - 3/4 dei sepali del calice; i filamenti degli stami superano la corolla di 2 - 2,5 mm; i semi sono in numero di 6 - 30.
- Plantago cornuti: le foglie sono assenti in inverno ed hanno un portamento eretto; il picciolo delle foglie, più lungo della lamina, è ben sviluppato; le spighe verso la base sono interrotte; le brattee dell'infiorescenza sono lunghe 1/3 - 1/2 dei sepali del calice; i filamenti degli stami superano la corolla di 2 - 2,5 mm; i semi sono pochi (4).
- Plantago media: le foglie sono progressivamente ristrette verso la base; il picciolo delle foglie è appena visibile; le spighe sono densissime fin verso la base; i filamenti degli stami superano la corolla di 4 – 8 mm; i semi, pochi (2 - 4), sono lunghi 2 mm.

Le tre specie sopra descritte hanno in comune le foglie tutte basali a disposizione spiralata (gli scapi fioriferi sono privi di foglie), la corolla interamente glabra e la faccia interna dei semi piana.

## Usi
Ha proprietà simili a quelle di Plantago lanceolata e delle altre specie della famiglia. Le foglie hanno proprietà astringenti. Veniva usata anticamente contro le infiammazioni come emorroidi e malattie dell'apparato respiratorio, oppure veniva data ai giovani anemici. Il capolino dell'infiorescenza è molto più ricco di mucillagine e ha proprietà lassative. Come tutte le plantago possiede doti fortemente cicatrizzanti e difatti in erboristeria le foglie fresche, che contengono mucillatannino, minutamente tritate, poste a contatto con una ferita tramite bendaggio favoriscono una rapida guarigione della ferita stessa e bloccano le emorragie.
Gli studi confermano l'efficacia di questa pianta nel trattamento di alcune malattie soprattutto della pelle (ferite, ustioni, emorragie). Il succo delle foglie contiene polisaccaridi e polifenoli che hanno un certo effetto antibiotico.
Le foglie cotte, come pure i semi, sono edibili.
È pianta visitata dalle api per il suo polline.

## Altre notizie
La piantaggine maggiore in altre lingue è chiamata nei seguenti modi:
- (DE)  Breit-Wegerich
- (FR)  Grand plantain
- (EN)  Greater Plantain

Inoltre è chiamata llantén o yantén dai popoli dei Caraibi, Centro e Sud America, ed ha numerosi nomi comuni in lingua spagnola.